# Josep Tarradellas
Josep Tarradellas i Joan (Cervelló, 19 de janeiro de 1899 – Barcelona, 10 de junho de 1988), marquês de Tarradellas, foi um político catalão, presidente da Generalidade da Catalunha no exílio durante a ditadura franquista, desde 1954 até 1980, tendo sido decisivo na restauração da Generalitat a partir de 1977.
Foi conselheiro da Generalidade republicana, exila-se em fevereiro de 1939, voltando a Barcelona em 23 de outubro de 1977, sendo o único político de relevo da Segunda República Espanhola que regressará ao país durante a Transição democrática.

## Restabelecimento daGeneralitat
Em 1977, 2 anos após o falecimento de Franco, encontrou-se com o presidente da Governação espanhola, Adolfo Suárez, para negociar o restabelecimento da Generalidade da Catalunha.
A 29 de setembro de 1977 o presidente do governo de Espanha abole a lei franquista de 1938 que eliminava as instituições catalãs e restabelece a Generalitat provisóriamente. O 17 de outubro de 1977 nomeia-se Tarradellas Presidente da Generalitat provisória e Frederic Rahola i Espona, Conselheiro da Presidência. Estes factos foram recolhidos no primeiro Jornal Oficial da Generalitat de Catalunya restituído por Tarradellas em 5 de dezembro de 1977.
Tarradellas formou um governo de concentração com doze conselheiros para redigir o Estatuto de Autonomia da Catalunha de 1979, que seria aprovado em referendo em novembro de 1979, e convocou eleições ao Parlamento da Catalunha em 1980. Em 1985, o Rei Juan Carlos nomeou-o marquês de Tarradellas.